# Hōjō Hirotoki
Hōjō Hirotoki (北 条 熙 时, 1279-1315), membre du clan Hōjō, est le douzième shikken du shogunat de Kamakura et dirige le Japon de 1312 à 1315. De 1311 jusqu'à sa nomination au poste de shikken en 1312, il exerce la fonction de rensho (assistant du shikken).
Durant la régence de Mototoki, le pouvoir réel est aux mains du tokusō (chef du clan Hōjō), Hōjō Takatoki, qui exerce le pouvoir de 1311 à 1333. Comme le tokusō est encore très jeune, ses prérogatives restent encore sous le contrôle de sa grand-mère Adachi Tokiaki, et de Nagasaki Takasuke, un ministre.

## Source de la traduction
- (nl) Cet article est partiellement ou en totalité issu de l’article de Wikipédia en néerlandais intitulé « Hojo Hirotoki » (voir la liste des auteurs).